# 河村英昭
河村 英昭（かわむら ひであき、1974年9月15日 - ）は、日本の元陸上競技選手。専門は400mハードル。1996年アトランタオリンピック、2000年シドニーオリンピックの400mハードル日本代表。1998年バンコクアジア大会400mハードルの金メダリストである。

## 主な成績
『日本陸上競技連盟七十年史』（1995年）、『日本陸上競技連盟八十年史』（2005年）参考
- 1994年
  - 日本選手権 - 400mH : 3位 (50秒05)

- 1995年
  - 日本選手権 - 400mH : 4位 (49秒29)
  - アジア選手権 - 400mH : 2位 (50秒45) / 4x400mR : 2位 (3分06秒16 - 1走)

- 1996年
  - 日本選手権 - 400mH : 3位 (49秒03)
  - オリンピック - 400mH : 予選4組4着 (49秒88)

- 1997年
  - ユニバーシアード - 400mH : 準決勝1組7着 (50秒45)
  - 日本選手権 - 400mH : 2位 (49秒28)

- 1998年
  - アジア選手権 - 400mH : 2位 (49秒69)
  - 日本選手権 - 400mH : 2位 (49秒09)
  - アジア大会 - 400mH : 優勝 (49秒59)

- 1999年
  - 日本選手権 - 400mH : 4位 (49秒74)
  - 世界選手権 - 400mH : 予選5組4着 (49秒66)

- 2000年
  - 日本選手権 - 400mH : 優勝 (48秒85)
  - オリンピック - 400mH : 予選4組4着 (50秒68)

- 2001年
  - 東アジア大会 - 400mH : 4位 (49秒53)
  - 日本選手権 - 400mH : 3位 (49秒77)
  - 世界選手権 - 400mH : 予選1組5着 (50秒61)

- 2002年
  - 日本選手権 - 400mH : 3位 (49秒28)
  - アジア選手権 - 400mH : 2位 (48秒85) / 4x400mR : 3位 (3分07秒09 - 4走)

- 2003年
  - 日本選手権 -  400mH : 6位 (50秒44)

- 2004年
  - 日本選手権 - 400mH : 3位 (49秒66)